# دازا
الدازا أو الدازغراء أو الدزازا هم الفرع الاكبر من قبائل التبو ويوصف انهم شعب رحل ذات طبيعة بدوية رعوية  يسكنون تشاد والسودان والنيجر و ليبيا، ويتحدثون لغة الدزازا، وينحدرون من نقس الاصل مع الفرع الاّخر من التبو يسمى التيدا. وتنقسم قبيلة الدازا الى ثلاث فروع وهم دازا الدازا و الكريدة والكونما . ولا يوجد دليل قاطع يوضح مصدر اصلهم ولكن مما يتبين ان القبيلة هجينة بين مكونات العرقية في افريقيا جنوب الصحراء مع المكون العربي الامازيغي شمالاً.  